# Fuchs MC

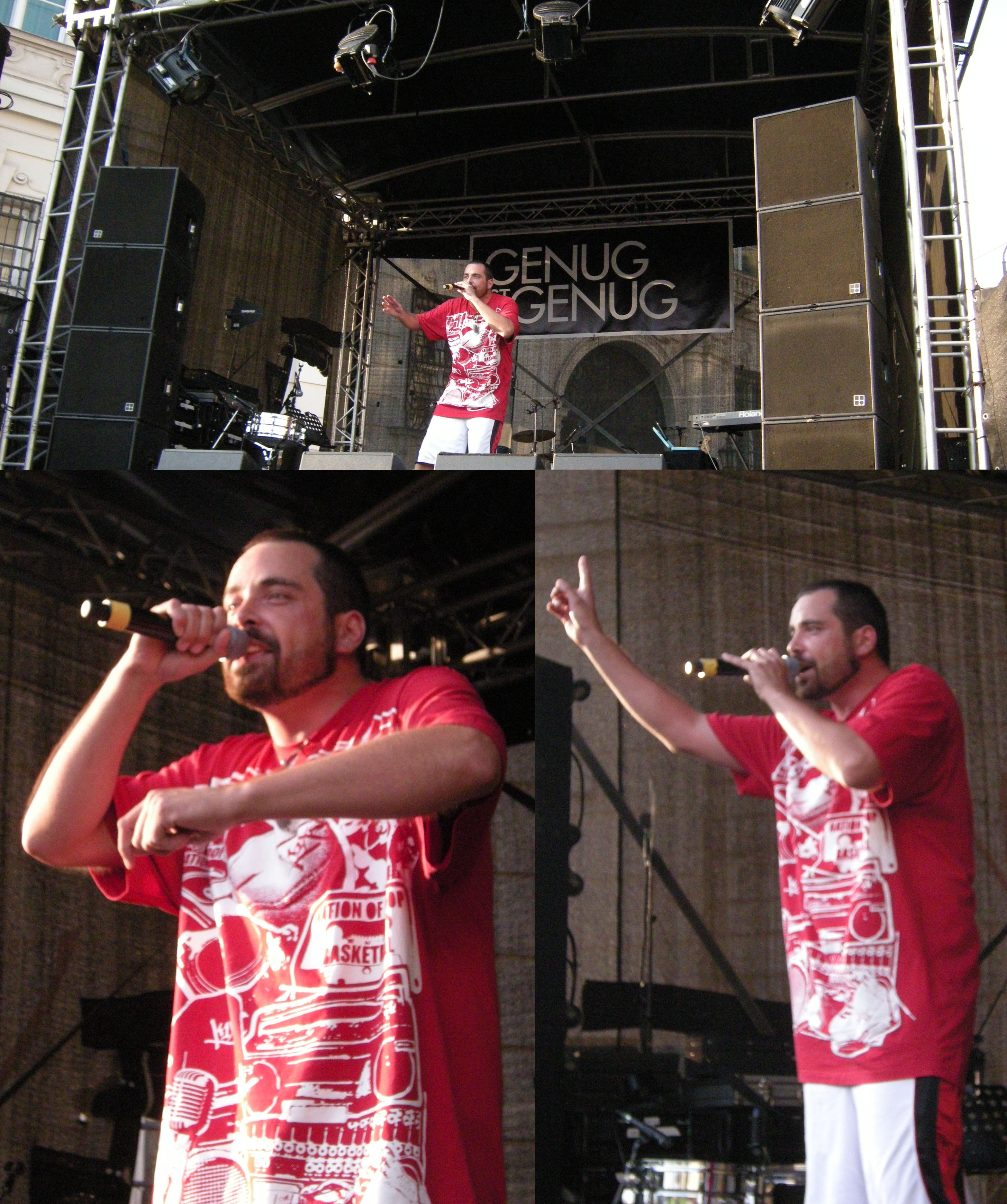
fuchs MC, Wien 2010

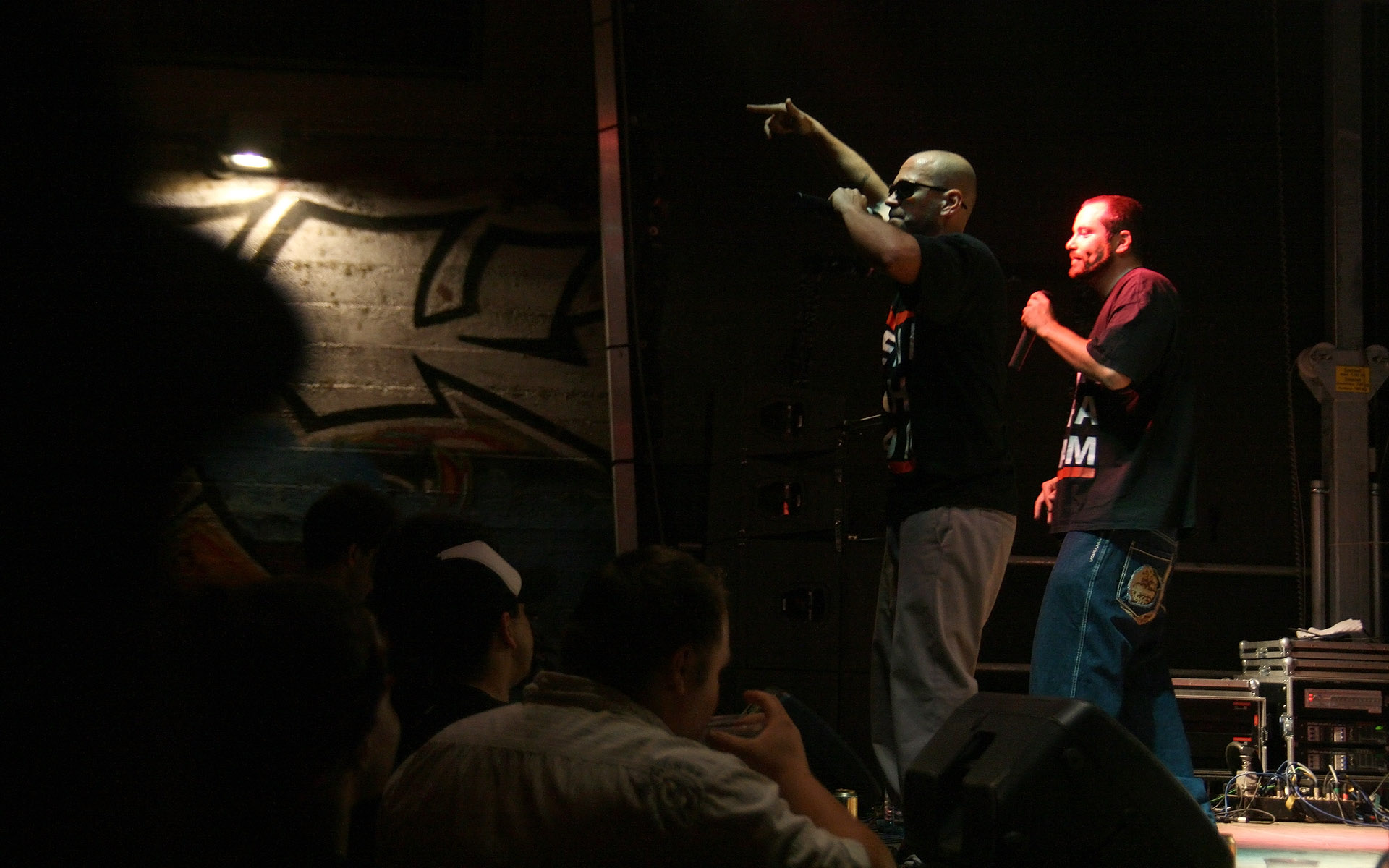
fuchs MC mit A.geh Wirklich?, Wien 2012

Fuchs MC (eigentlich Dominik Fuchs, * 1976, Wien) ist ein österreichischer Hip-Hop-Musiker.

## Musikalische Karriere
Fuchs’ Karriere begann 1998, als er Hip-Hop-Platten auflegte. Ein Jahr später begann er professionell als Rapper tätig zu sein. Während er Erfahrung in der Wiener Rapszene sammelte, lernte er unter anderem A.geh Wirklich? mit dessen Gruppe „Illianz of Lykx“ kennen, mit der er auf Tour ging. Durch Auftritte im Vorprogramm von Curse wurde er in der Untergrundszene bekannt.
Ende 2000 gründete er mit den Musikern Beatax, Sebas und Zeckenmann das MC-Projekt Seizu. Das Konzept dieses Projekts ist, sich Live-Auftritte zu verschaffen damit jedes Mitglied seine eigenen Programme vortragen kann. Darunter fanden mehrere Tourneen innerhalb Österreichs statt.
Später wurde für Fuchs MC das erste Demo produziert.
Im Jahr 2002 folgte das nächste Album mit dem Namen „HipHopJunkie“, allerdings wurde dieser Longplayer nie offiziell veröffentlicht. Während Fuchs MC weiter am ersten offiziell veröffentlichten Longplayer arbeitete, kamen unter anderem Angebote vom Musikclub Flex live aufzutreten.
Da sie noch kein Musiklabel fanden, gründeten sie selbst eines unter dem Namen Coolisterin Records. Schließlich kam es zum Release des Debütalbums von Fuchs MC 2005 mit dem Namen Solo. Der Vertrieb der CDs erfolgt durch Hoanzl.
Ein Jahr später wurde auch das zweite Album Higher Level veröffentlicht. Der Alternativesender FM4 nahm Fuchs MC ins Programm, und er trat auch am Donauinselfest auf der Bühne des Senders auf.